# Загальна синовіальна оболонка для сухожиль згиначів
Загальна синовіальна оболонка для сухожиль згиначів або ліктьової бурси — синовіальна оболонка в зап'ястному тунелі людської руки.
Він містить сухожилля згинача пальців поверхневого та згинача пальців, але не згинач польової щілини.
Оболонка, яка оточує пальцевий згин, простягається вниз приблизно на половину уздовж п'ясткових кісток, де закінчується сліпими дивертикулами навколо сухожиль до вказівного, середнього та безіменного пальців. Він подовжується на сухожилках до мізинця і зазвичай зв'язується зі слизовою оболонкою цих сухожиль.

## Галерея

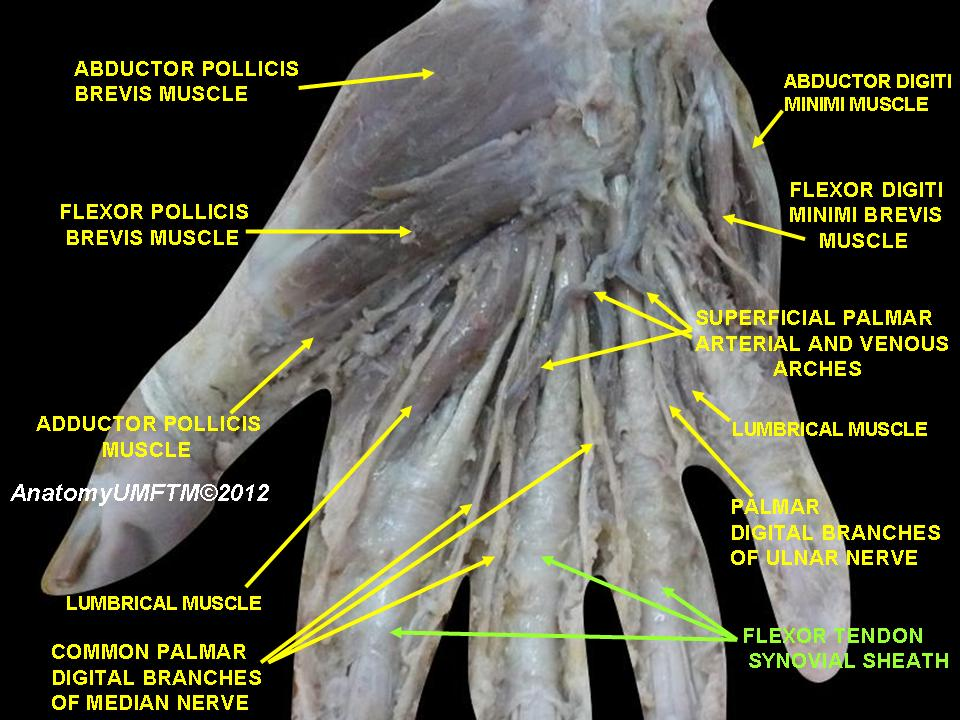
згинальна сухожилля синовіальної оболонки кисті
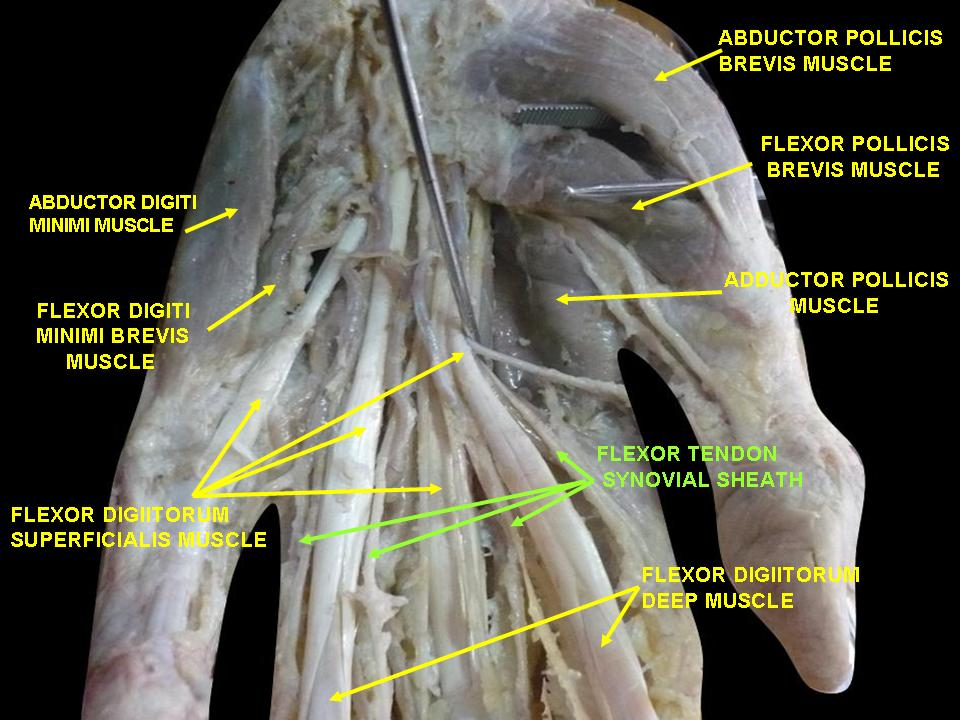
згинальна сухожилля синовіальної оболонки кисті
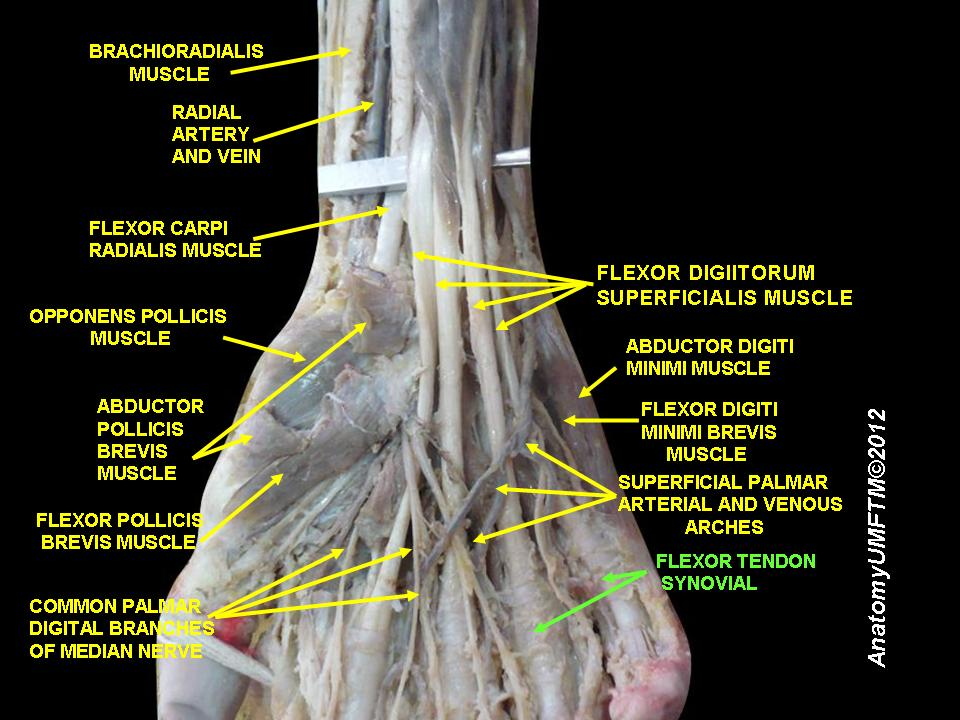
згинальна сухожилля синовіальної оболонки кисті